# Ungern i olympiska vinterspelen 1960
Ungern deltog med tre deltagare vid de olympiska vinterspelen 1960 i Squaw Valley. Ingen av landets deltagare erövrade någon medalj.